# Полесский округ (II Речь Посполитая)

Карта Второй Речи Посполитой, Полесский округ изображен красным цветом

Полесский округ пол. Okręg poleski — временная административная единица, действовавшая на рубеже 1920—1921 годов на территории земель, подпадавших под действие договора о предварительном мире и перемирии (т. н. Восточные кресы), подписанного в Риге 12 октября 1920 года. Местопребыванием уездных властей был Пинск.
Полесский округ был создан 20 декабря 1920 года польским правительством из частей бывших округов, находившихся в ведении Гражданской администрации восточных территорий (1919—1920) и Временного управления прифронтовых территорий (1920): Брестского округа (юго-западная часть), северной части Волынского округа и восточной части Минского округа. Округ возглавлял глава округа, который являлся представителем правительства, ответственным исполнителем приказов министров и главой органов власти и канцелярии.
В состав Полесского округа входили следующие поветы:
- из Брестского округа:
  - Беловежа (создан 12 декабря 1920 г.)
  - Брестский
  - Дрогичинский (создан 12 декабря 1920 г.)
  - Кобринский
  - Косовский (создано 12 декабря 1920 г.)
  - Лунинецкий (создан 12 декабря 1920 г., также из состава Минского округа)
  - Пинский
  - Пружанский
- из Волынского округа:
  - Каширский (создан 12 декабря 1920 г.)

19 февраля 1921 года Полесский округ был преобразован в Полесское воеводство, за исключением Беловежского округа, который был присоединён к ранее созданному (14 августа 1919) Белостокскому воеводству.